# Crataegus pinnatifida
Crataegus pinnatifida, tiếng việt là Bắc Sơn tra hay Sơn tra Trung Hoa, là loài thực vật có hoa trong họ Hoa hồng. Loài này được Bunge mô tả khoa học đầu tiên năm 1835.

## Hình ảnh

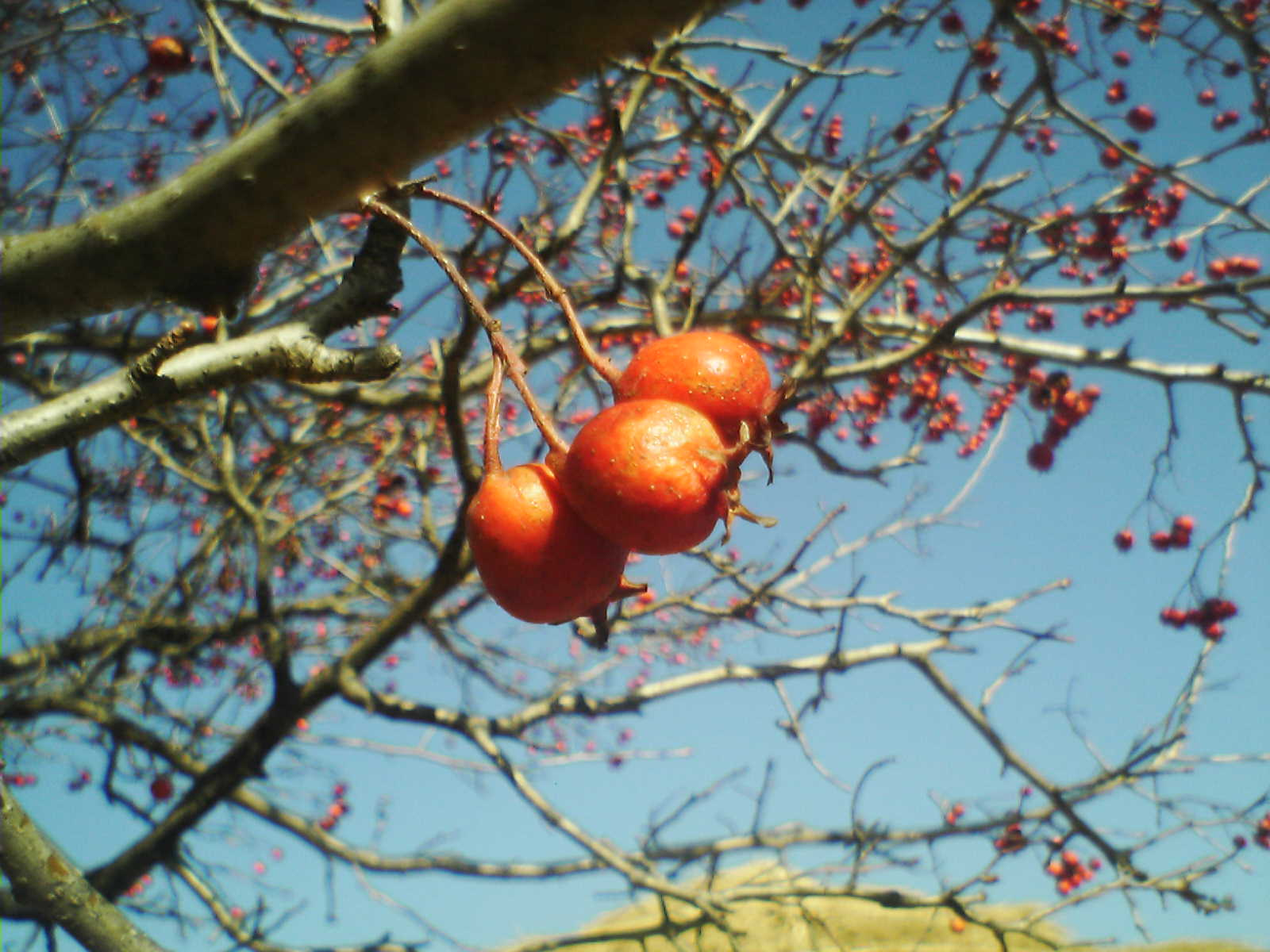
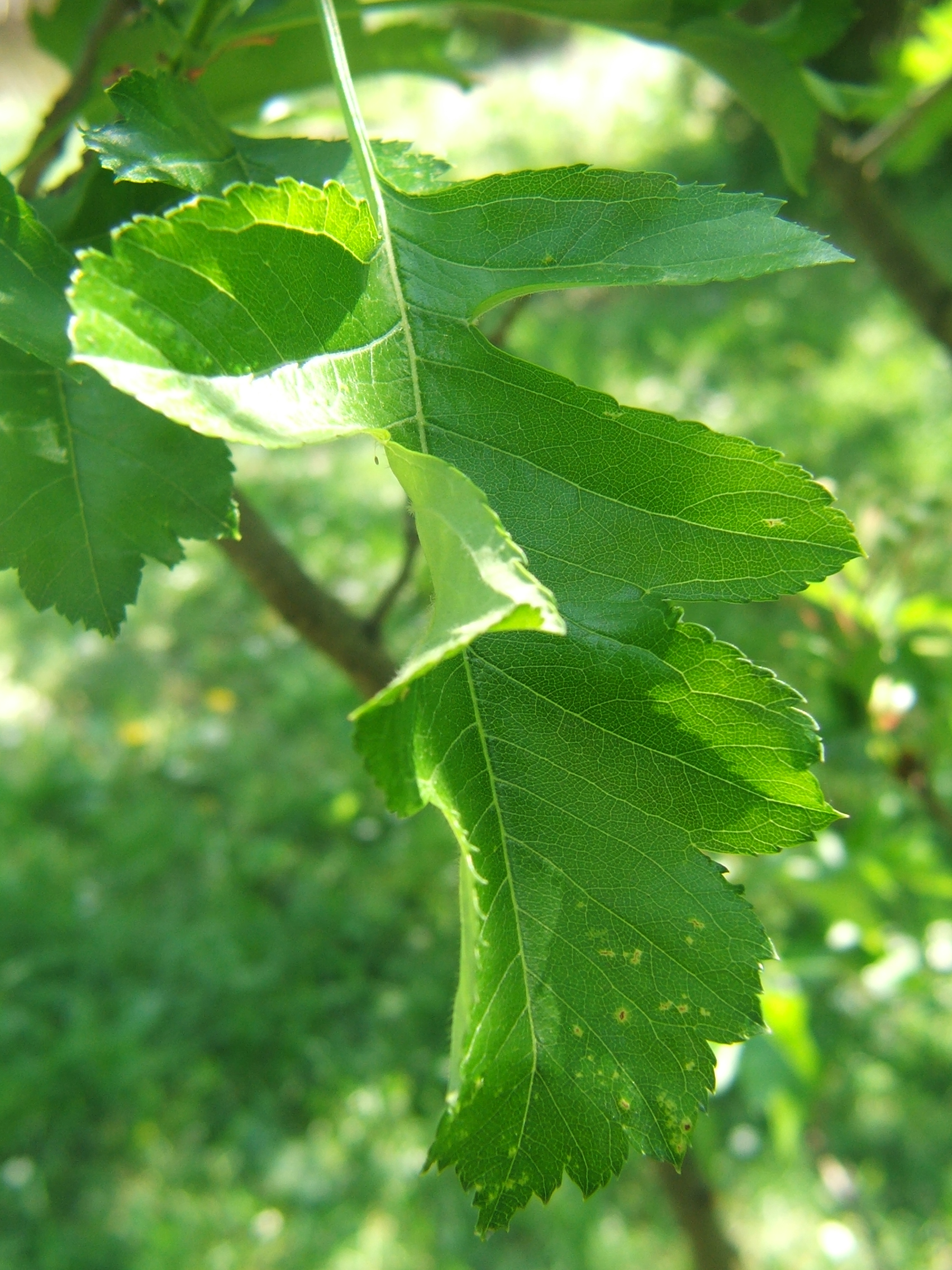
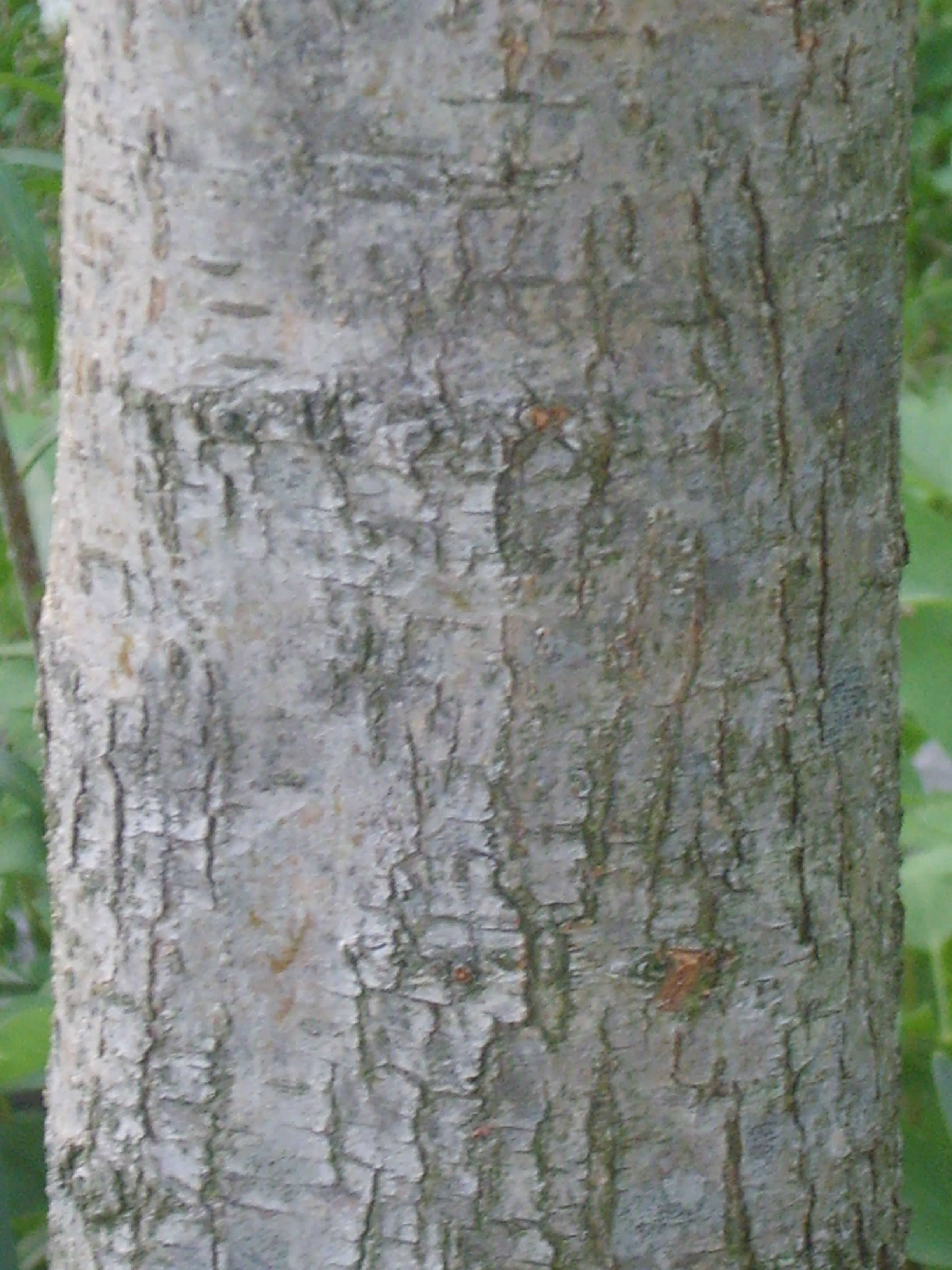
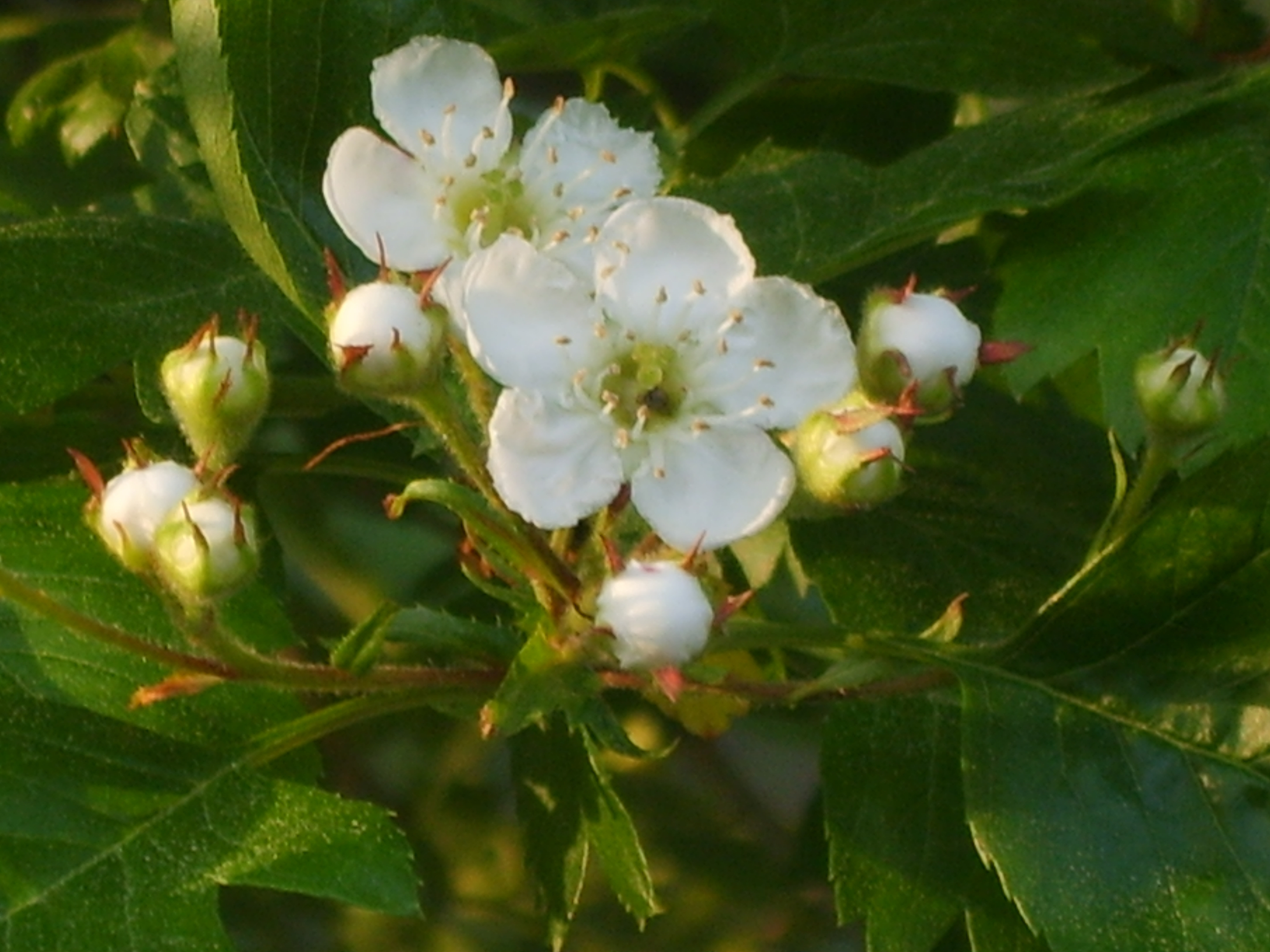